# Дези Баутерсе
Дезире (Дези) Делано Баутерсе (на нидерландски: Desiré Delano Bouterse) е суринамски политик, президент на Суринам от 12 август 2010 г. до 16 юли 2020 г. Той е и де факто водач на страната в периода от 1980 до 1987 г., след като извършва военен преврат и установява военна диктатура.
Баутерсе е председател на суринамското политическо обединение „Мегакомбинация“ и ръководител на Националната демократична партия. Избран е за президент на страната на 19 юли 2010 г. с 36 от 50 парламентарни вота и встъпва в длъжност на 12 август същата година.
Дези Баутерсе е противоречива личност, тъй като е считан от мнозина за отговорен за многобройните потъпквания на човешки права по време на военното управление през 80-те години. Най-известни сред тях са Декемврийските убийства от 1982 г., когато 15 опозиционери са отвлечени и убити от войници на режима. Срещу него е започнат съдебен процес, но през 2012 г. Народното събрание му издейства амнистия. След като процесът е възобновен под натиск, Баутерсе е осъден на 20 години затвор на 29 ноември 2019 г. Освен това, на 16 юли 1999 г. Баутерсе е осъден задочно в Нидерландия на 11 години затвор, след като е признат за виновен по обвинения за трафик на кокаин. Той настоява, че е невинен и че основният свидетел по делото е бил подкупен от нидерландското правителство.
От изтичането на информация от дипломатическия канал на САЩ през 2011 г. става ясно, че Баутерсе е участвал активно в търговия с наркотици до 2006 г. Впоследствие е издадена заповед от Европол за ареста му, но тя не може да бъде изпълнена в Суринам, тъй като е президент на страната по това време. Тъй като е осъден за наркотрафик преди встъпването си в длъжност като президент, Баутерсе подлежи на арест, в случай че напусне Суринам.

## Биография
Роден е на 13 октомври 1945 г. в Домбург, Суринам. Семейството му е многонационално, с индиански, африкански, нидерландски, френски и китайски корени.